# Tales of the World: Radiant Mythology 2
Tales of the World: Radiant Mythology 2 (テイルズオブザワールド レディアントマイソロジー2, Teiruzu obu ZA WARUDO Redianto Maisorojii tsū) est un jeu vidéo de rôle développé par Alfa System et édité par Namco sur PlayStation Portable le 29 janvier 2009 au Japon.
Comme les autres jeux de la série, cet opus a pour but de rassembler, au sein d'une seule et unique aventure, différents héros issus des autres jeux Tales of. On dénombre un total de 50 personnages qui y font au moins une apparition.

## Personnages
| Jeu                  | Personnages |
| -------------------- | --- |
| Originaux            | Kanonno Earhart Paneer (non jouable) Guede (non jouable) Shoh Corron (non jouable) Niata (non jouable) Janis (non jouable)                          |
| Tales of Phantasia   | Cless Alvein Mint Adnade Chester Barklight Arche Klaine Suzu Fujibayashi Dhaos (non jouable)                                                        |
| Tales of Destiny     | Stan(Stahn) Aileron Rutee Kartret(Katrea) Lion(Leon) Magnus Woodrow(Garr) Kelvin Philia Philis(Felice) Mighty Kongman(Bruiser Khang) Lilith Aileron |
| Tales of Eternia     | Rid(Reid) Hershel Farah Oersted Keel(Keele) Zeibel Chat Celsius                                                                                     |
| Tales of Destiny 2   | Kyle Dunamis Reala Nanaly Fletch Harold Berselius Barbatos Goetia (non jouable)                                                                     |
| Tales of Symphonia   | Lloyd Irving Collet Brunel Genius(Genis) Sage Kratos Aurion Refill(Raine) Sage Presea Combatir Zelos Wilder                                         |
| Tales of Legendia    | Senel Coolidge Chloe Valens |
| Tales of Rebirth     | Veigue Lungberg Claire Bennett (non jouable) Eugene Gallardo Mao Annie Barrs                                                                        |
| Tales of the Abyss   | Luke fone(fon) Fabre Tear Grants Guy Cecil Anise Tatlin Jade Curtiss Asch                                                                           |
| Tales of the Tempest | Caius Qualls Rubia Natwick |
| Tales of Innocence   | Ruca Milda Iria Animi Spada Belforma |
| Tales of Vesperia    | Yuri Lowell Estellise Sidos Heurassein |

## Musique
La bande originale : "Flyaway" est interprété par Back-On.

## Accueil
Le jeu a reçu la note de 32/40 de la part du célèbre magazine de jeux vidéo Famitsu,.
Le soft fut le 12e jeu le plus vendu du premier semestre commercial des jeux vidéo selon Famitsu, totalisant 317 413 exemplaires écoulés, une performance sachant que Tales of the World: Randiant Mythology 2 n'est qu'un spin-off de la série de Namco et qu'il n'est sorti qu'en février 2009.